# Amartya Sen
Amartya Kumar Sen, indijski ekonomist in nobelov nagrajenec, * 1933, Santiniketan, Zahodna Bengalija, Indija.
Sen je prejel Nobelovo nagrado za ekonomijo v letu 1998 za svoje prispevke k ekonomiki blagostanja in teoriji socialne izbire, kakor tudi za svoje zanimanje za probleme najrevnejših članov družbe.

## Izbrana dela
- Choice of Techniques, 1960
- Collective Choice and Social Welfare, 1970
- Behaviour and the Concept of Preference, 1971
- On Economic Inequality, 1973
- On Ethics and Economics, 1987
- Hunger and Public Action, 1989
- Inequality Reexamined, 1992
- Development as Freedom, 1999
- Rationality and Freedom, 2002
- The Argumentative Indian, 2005
- Identity and Violence: The Illusion of Destiny (Identiteta in nasilje: iluzija usode), 2006
- The Idea of Justice, 2009